# Bussy-sur-Morges
Bussy-sur-Morges es un pueblo y antiguo municipio en el distrito de Morges en el cantón de Vaud, Suiza.
Fue por primera vez registrado en el año 1059 como Bussi.
En 1961 el municipio se fusionó con el municipio vecino Chardonney-sur-Morges para formar un municipio nuevo y más grande, Bussy-Chardonney. Esta unión anteriormente había existido antes de 1744 y entre 1799 y 1819.